# Ster van Carabobo

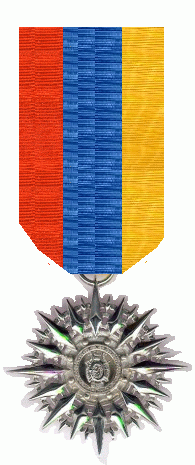
Estrella de Carabobo

De Ster van Carabobo, in het Spaans "Condecoración Estrella de Carabobo" geheten, is een exclusieve Venezolaanse onderscheiding. De zilveren ster wordt aan officieren van het leger toegekend voor uitzonderlijke verdiensten. Ook officieren van de Marine en de Luchtmacht en burgers kunnen met deze ster worden onderscheiden. De ster herinnert aan de Slag bij Carabobo op 24 juni 1821. In deze veldslag werden de Spaanse koloniale troepen overwonnen.
De zilveren ster heeft 32 punten en op de voorzijde staat de tekst "Estrella de Carabobo" in de ring rond het in reliëf uitgevoerde Wapen van Venezuela. De keerzijde toont cirkels. Het lint heeft de kleuren van de vlag van Venezuela: geel, blauw en rood.
Onder de dragers is de Russische wapensmid Michail Kalasjnikov.